# Jeff Ament

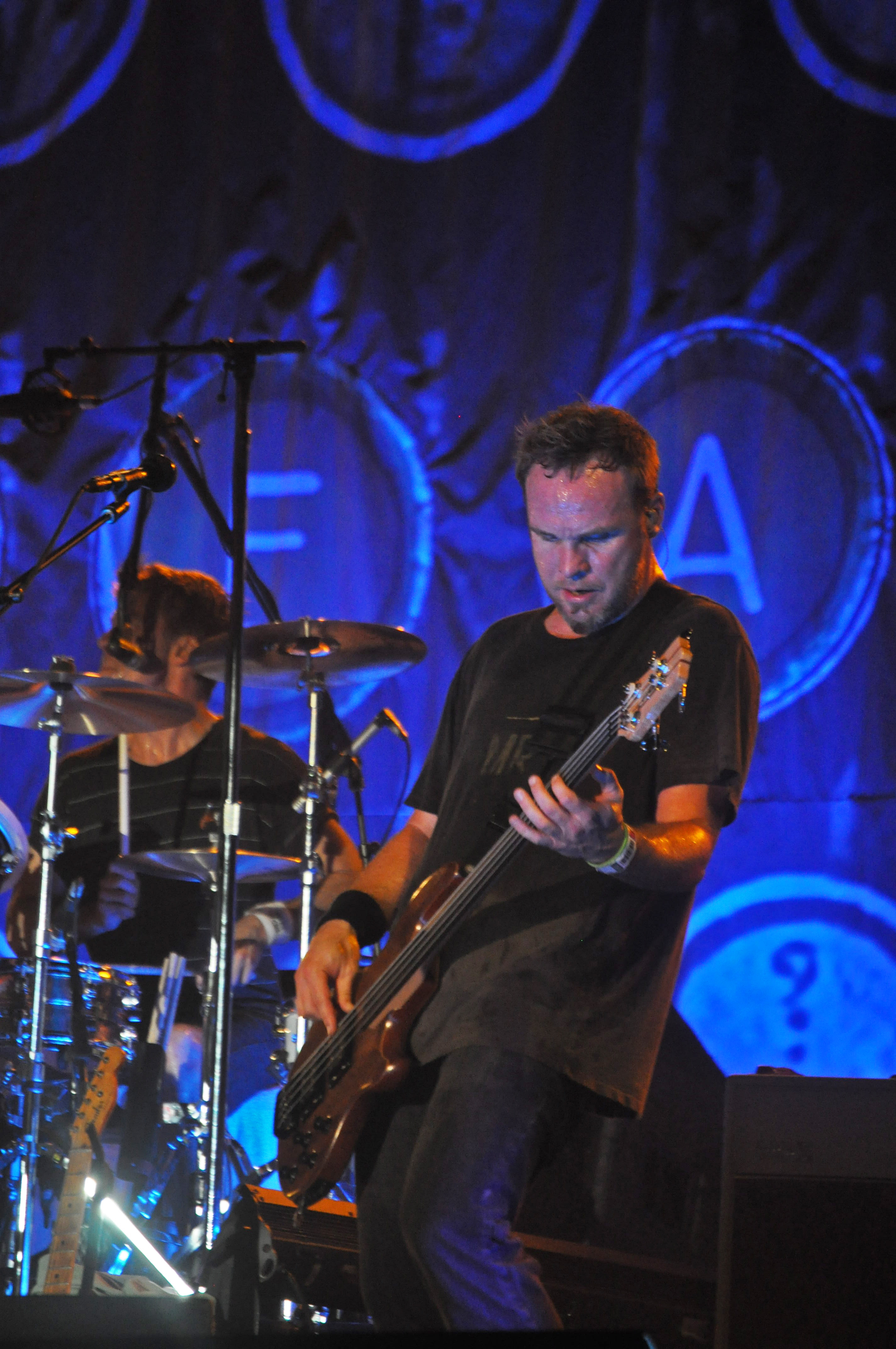
Jeff Ament, 2009

Jeffrey Allen Ament (* 10. März 1963 in Havre, Montana) ist der Bassist der US-amerikanischen Rockband Pearl Jam.
Ament begann seine musikalische Karriere in einer Band namens Deranged Diction, bevor er zusammen mit Stone Gossard, Steve Turner und Mark Arm in der Band Green River spielte. Nach der Auflösung von Green River gründeten Jeff und Stone Mother Love Bone, womit sie auch bald kurz vor dem Durchbruch standen. Bedingt durch den Drogentod von Sänger Andrew Wood wurde die Band Ende der 1980er Jahre aufgelöst und Pearl Jam gegründet. Hier spielt Jeff Ament bis heute Bass.
Neben Pearl Jam arbeitet Ament zusammen mit Robbi Robb von Tribe After Tribe an dem Projekt Three Fish. Zudem veröffentlichte er am 16. September 2008 unter dem Label Monkey Wrench sein erstes Solo-Album mit dem Titel Tone. Das Album wurde mit einer limitierten Stückzahl von 3000 CDs nur in den USA veröffentlicht und vertrieben. Darüber hinaus ist es als Download verfügbar. Das Album umfasst 10 Songs und hat eine Spielzeit von knapp 33 Minuten.
Ament ist ein großer Sportfan und interessiert sich unter anderem für Basketball und Skateboarding. Außerdem ist er sehr aktiv in der Hardcoreszene tätig; er selbst ist seit 1989 Straight Edge.
Zusammen mit seinem Bruder Barry Ament betreibt Jeff die Design-Firma Ames Bros., die sich für viele Pearl-Jam-Poster, CD-Artworks und Newsletter verantwortlich zeigt.
Für seine Cover-Gestaltung der Alben Lightning Bolt von Pearl Jam und Chris Cornells-Boxset Chris Cornell erhielt er zusammen mit seinem Bruder Barry 2015 und 2020 den Grammy in der Kategorie Best Recording Package.